# ویلیام هنری (شیمیدان)
ویلیام هنری (انگلیسی: William Henry؛ ۱۲ دسامبر ۱۷۷۴ – ۲ سپتامبر ۱۸۳۶) یک دانشمند در زمینه شیمی و پزشکی اهل بریتانیا بود.
وی همچنین برنده جوایزی همچون مدال کاپلی شده است.